# Andrej Maljukov
Andrej Igorevič Maljukov (in russo Андре́й И́горевич Малюко́в?; Novosibirsk, 6 gennaio 1948 – Mosca, 19 dicembre 2021) è stato un regista russo.
Morì nel dicembre del 2021, per complicazioni da COVID-19.

## Filmografia parziale

### Regista
- V zone osobogo vnimanija (1977)
- Bezotvetnaja ljubov' (1979)
- 34-j skoryj (1980)
- My iz buduščego (2008)